# Mcauslanite
La mcauslanite è un minerale.